# Ernst Hinterseer
Ernst Hinterseer, född 28 februari 1932 i Kitzbühel, är en österrikisk före detta alpin skidåkare.
Hinterseer blev olympisk mästare på slalom vid vinterspelen 1960 i Squaw Valley .